# Liste der Monuments historiques in Beaumont-sur-Lèze
Die Liste der Monuments historiques in Beaumont-sur-Lèze führt die Monuments historiques in der französischen Gemeinde Beaumont-sur-Lèze auf.

## Liste der Bauwerke
| Bezeichnung          | Beschreibung                        | Standort | Kennzeichnung | Schutzstatus | Datum | Bild |
| -------------------- | ----------------------------------- | -------- | ------------- | ------------ | ----- | ---- |
| Château de Vignolles | Schloss aus dem 16./17. Jahrhundert | (Lage)   | PA00132673    | Inscrit      | 1994  |      |

## Liste der Objekte
- Monuments historiques (Objekte) in Beaumont-sur-Lèze in der Base Palissy des französischen Kultusministeriums